# El vampiro (poema)
El vampiro (Der vampir) es un poema de 1748, de Heinrich August Ossenfelder, un poeta y autor de folletines alemán, que actualmente es considerado el creador de la primera obra literaria moderna que hace referencia a la figura del vampiro, o por lo menos uno de los primeros ya que en esa época y a partir de las noticias y anécdotas que circulaban en círculos sociales y literarios se trataba de un tema muy recurrido. 
Este poema, si bien breve, deja vislumbrar cierta atención macabra por la muerte y la atracción por lo prohibido. La figura del vampiro es comparada con un reptil reptante, posiblemente una referencia a la serpiente bíblica y al pecado.
A grandes rasgos, el poema consiste en el discurso de un hombre enamorado de una doncella que se aferra a la educación conservadora de su madre y niega el amor de su pretendiente, que debido a su rechazo la “amenaza” de forma irónica con convertirse en un vampiro y acudir a ella mientras duerme para beber su sangre sin que sirvan para nada las oraciones de su madre.